# Грачаничка битка
Грачаничка битка или битка код Трипоља је вођена 21. новембра 1402. године код Трипоља близу Грачанице на Косову, између Лазаревића са једне и Бранковића, потпомогнутих османским снагама, са друге стране. Завршена је победом Лазаревића и представља почетак грађанског рата у Србији, који ће трајати све до 1412. године.

## Повод и припреме за битку
Отворени сукоб између Лазаревића и Бранковића, отпочео је пар месеци раније, током њиховог боравка у Цариграду, на повратку из Ангорске битке, у којој су учествовали као вазали османског султана. Тада је Ђурађ, по наредби Стефана Лазаревића, затворен у тамницу. Прави разлог није познат, а највероватније је у питању био Ђурђев план да се приближи Сулејману, једном од синова султана Бајазита који су се борили око власти.
Након одласка Лазаревића из византијске престонице, који су бродовима кренули ка Србији, Ђурађ се ослободио из затвора и отишао код Сулејмана, који му је дао помоћне одреде да спречи повратак Лазаревића у њихову земљу. Са овим трупама и уз помоћ сопствених снага, Бранковићи су запосели главне путне правце по Косову и Метохији, куда се очекивало да ће Лазаревићи проћи, из Зете, у којој су се искрцали. Сам Сулејман није имао поверења у Ђурђа, због чега је са османским снагама послао и свог заповедника, коме је посебно нагласио да надгледа Ђурђа.
Поред око 260 својих људи који су путовали са њима, Лазаревићима се у Зети прикључила војска супруга њихове сестре Јелене, Ђурђа Балшића. Додатне војне одреде је окупила њихова мајка Милица у њиховој држави и послала их њима у сусрет. Користећи се споредним путевима, они су из Бара, преко Скадра дошли до Грачанице на Косову и спојили се са остатком својих снага.

## Ток битке
До битке је дошло 21. новембра код Трипоља, недалеко од Грачанице. Деспот Стефан је своје снаге поделио на два дела, тако што је већи, под командом свог брата Вука, упутио против снага којима је командовао Ђурађ, док је он сам, са мањим делом војске, напао османске одреде.
Стефанове снаге су потукле противника, а велику улогу у томе имао је кесар Угљеша Влатковић, који се налазио у редовима османских снага, као њихов вазал. Он је Стефана известио о османском ратном плану, а пред саму битку је причама о снази Стефанове војске практично урушио морал Османлија, због чега је Стефану пружен слаб отпор. Када је отпочела сама битка, Угљеша је прешао на Стефанову страну и његове снаге су потукле османску војску. На другој страни, Вук је у борби са Ђурђем потиснут, али се битка на крају завршила потпуним поразом Бранковића.

## Дешавања после битке
Лазаревићи су после битке отишли у Ново Брдо, у коме је дошло до вербалног сукоба између Стефана и Вука. Деспот је млађем брату пребацио непознавање ратне вештине и губитке у људству, јер је главнина њихових снага, којом је командовао Вук, поражена у борби са војском коју је предводио Ђурађ Бранковић. Управо овај разговор, касније ће довести до отвореног сукоба између Вука и Стефана.
Због заслуга у победи Лазаревића, Стефан је кесару Угљеши Влатковићу потврдио власт над Врањем, Иногоштем (Сурдулица) и Прешевом, који су раније припадали његовом оцу и те области су ушле у састав Српске деспотовине.
Победом у овој бици, деспот Стефан је успео да се врати у Србију и поврати свој власт над њом. Сама битка представља почетак грађанског рата између Лазаревића и Бранковића, који ће трајати читаво десетлеће и биће преплетен са грађанским ратом који се у Османском царству водио међу Бајазитовим синовима. Ова борба ће се окончати 1412. године, када су се једини преостали представници две породице, Стефан и Ђурађ измирили и започели заједнички рад на јачању Србије.